# Ruff y Reddy
Ruff y Reddy ( The Ruff and Reddy Show en inglés) son dos personajes creados por los estudios de animación estadounidenses de Hanna-Barbera. Se trata de Ruff, un gato y Reddy, un perro, antropomórficos y parlantes.
Sus aventuras fueron emitidas 14 de diciembre de 1957 por la emisora de Televisión estadounidense NBC, dentro del programa infantil de media hora de duración, el Show de Ruff y Reddy.
Ruff y Reddy fueron los primeros personajes de dibujos animados que crearon los estudios de animación Hanna-Barbera para la televisión.

## Antecedentes
Tras 15 años de trabajo, dirigir cientos de películas de animación de Tom y Jerry y obtener varios premios Óscars por la película de animación de Tom y Jerry "Yankee Doodle" y la nominación por la primera de ellas; la competencia, con los cortos de animación televisivos, hizo que los Estudios de animación de la Metro Goldwyn Mayer entraran en crisis, provocando su cierre en 1957. 
 William Hanna y Joseph Barbera decidieron no perder su trabajo ni su equipo, por lo que decidieron continuar su trabajo produciendo cortos televisivos de bajo presupuesto. 
 
Para ello tenían que abaratar costos y encontraron la forma de hacerlo ahorrando en decorados y creando dibujos tipo a los que se les añadía movimientos repetitivos que pudieran usarse más de una vez. 
 
Este método revolucionario se daría a conocer como "Animación limitada" creando así una nueva forma de animación desconocida hasta la época.

## Los personajes
- Reddy: Es un perro blanco, fortachón, grandulón y bastante confiado. Tiene dos orejitas negras medio tiesas y un collar rojo.
- Ruff: Es un minino, chico, de color naranja y la mar de avispado. Luce una pajarita azul.
- El Profesor Gizmo: Es un hombre menudo, cabezón y calvo que viste una levita, y sombrero de copa alta. Luce un hermoso bigote blanco en la cara y pese de ser un genio, suele ser algo despistado.

### Los enemigos
Los enemigos de Ruff y Reddy se pueden considerar como de lo más original. Entre ellos podemos mencionar a los siguientes: 
- El Monstruo del planeta Muni-Mula: Se trata de un ingenio mecánico de cabeza hemisférica, en la que tiene los ojos y de la que surgen dos antenas. Su cuerpo es cilíndrico, y termina en una rueda que le sirve a modo de transporte. Por extremidades cuenta con dos tubos flexibles metálicos coronados por sendas pinzas.

Este personaje fue el villano en la primera de las sagas de la serie del Show de Ruff y Reddy . Se le dio el nombre de "el Invencible".[cita requerida] Este monstruo mecánico era el guardaespaldas del Mandamás, la mente maestra del planeta Ocilátem o Munimula, quien finalmente fue vencido en ese mismo episodio por Reddy, que oxidó sus tornillos metálicos con una pistola de agua.

- Harry Horror Safari: (Scary Harry Safari) Es un cazador de carácter malvado y despiadado, delgado, de estatura medio alta. Se viste con un traje de explorador, con pantalones cortos y salacot. Su cara es flaca y su sonrisa es amplia y diabólica, enmarcada por un magnífico bigote. Su pasión es la de cobrar presas cazando a todo tipo de animales y bestias sin compasión, aunque no esté permitido cazarlas. Harry Horror Apareció en la segunda de las sagas de Ruff y Reddy .
- El Capitán Codicia: (Captain Greedy) Malvado capitán pirata de origen desconocido, cuya codicia por el oro y demás tesoros similares solo es sobrepasada por su ingeniosa forma de actuar para someter a sus enemigos. En todas sus andanzas, es acompañado por su torpe asistente, Daffy "el Salado".
- Agua Salada Chiflada: (Salt Walter/Water Daffy) es el hombre de paja del Capitán Avaricia. El hombre de paja y un absoluto inepto pero muy útil a la hora de desahogar su mal humor, ya que cuando hay que dar una bofetada no hay quien mejor la reciba. Claro está que muchas veces es el propio Walter el causante de la ira del Capitán Codicia por su torpeza.
- Los Científicos Mr. y Mrs. Evil: Una mujer alta delgada y esbelta, vestida con un vestido de noche largo palabra de honor de color negro (así era apreciado en la emisión en blanco y negro) o rojo y con guantes largos hasta el antebrazo. Mrs Evil suele fumar con una boquilla muy larga. De ojos grandes y párpados caídos, luce tez verdosa y cara lánguida, pelo lacio y largo. Vive con su esposo de baja estatura, cuerpo macizo que conforma con la cabeza un único bloque ovoide. Su semblante adopta la expresión de un sapo complacido, de color verdoso a juego con su señora, moreno de pelo corto. Viste traje azul, camisa blanca y pajarita.
 Tras ellos queda el niño, un cilindro moreno con brazos y patas del mismo color verdoso al que le gusta jugar con alimañas tenebrosas. Los Evil residen en una siniestra mansión. En cualquier caso, esta pareja guarda ciertas similitudes con La familia Addams. 
 Estos personajes aparecieron después en varios episodios de otras series de animación de la misma productora, tales como Súper Fisgón y Despistado y en el León Melquíades.

## Argumento
- Se trata de un inverosímil dúo conformado por el gato Ruff y su mejor amigo, el perro Reddy, quienes trabajan siempre juntos.
- El gato Ruff es muy listo y el perro Reddy es fuerte e impulsivo.
- Juntos, a pesar de nunca buscarlas, tienen múltiples aventuras en toda clase de lugares y en los momentos menos esperados. Ya sea tratando de ayudar a los demás o buscando un empleo, los dos terminan envueltos en aventuras que, al principio no buscaban.
- Por lo tanto, no les queda más que seguir las pistas de extraños casos y lograr resolver los diversos misterios y problemas que se les presentan.
- De vez en cuando, van a ayudar a su amigo, el Profesor Gizmo, quien es diseñador de naves espaciales y que, en más de una ocasión, ha viajado al espacio y a otros planetas en compañía de Ruff y Reddy.

## El Show de Ruff y Reddy
- El Show de Ruff y Reddy se comenzó a emitir en la NBC desde el 14 de diciembre de 1957 hasta 1959.
- A pesar de que la serie estaba creada en color, sus primeras emisiones fueron en blanco y negro, ya que la televisión de la época no era en color. Y no fue hasta de 13 de diciembre de 1958, en el que comenzó la segunda temporada, que no emitió en color.
- El Show de Ruff y Reddy duraba media hora. En el que se emitía la serie animada de Ruff y Reddy, presentando tres episodios diferentes consecutivos de siete minutos de duración cada uno.[3]
- En el Show Jimmy Blaine, hacía las veces de presentador y daba paso a otros contenidos, que se intercalaban entre las emisiones de la serie de Ruff y Reddy entre ellos cortometrajes de la Columbia Pictures presentados por Screen Gems (Joyas de la Pantalla) incluyendo cortometrajes del tipo del "Zorro y el Cuervo" (The Fox and the Crow, en inglés) y el" Pequeño Abner "(Li'l Abner; en inglés). Amén de actuaciones teatrales o te títeres a cargo de Rufus Rosa y Bobby Nicholson con gags cómicos con los personajes del Ruibarbo el Loro y José el Tucán[4]
- La trama de cada episodio seguía un formato similar al de Los peligros de Pauline o El Capitán América, es decir, los guionistas dirigían la aventura a un punto crítico donde suspendían el episodio, dejando al espectador con el suspense y la intriga de lo que iba a ocurrir a continuación. Por ello el televidente debía esperar a ver el siguiente episodio. En 1962 el Show de Ruff y Reddy se remozó con el Capitán Bob Cottle como presentador del programa.

## Doblaje
| Actor Original  | Doblador Español | Personaje Principal              | Personaje      | Personaje         | Personaje |
| --------------- | ---------------- | -------------------------------- | -------------- | ----------------- | --------- |
| Don Messick     |                  | Ruff (con voz semejante a Pixie) | Profesor Gizmo | Daffy "el salado" | Diller    |
| Daws Butler     |                  | Reddy (voz con acento Sureño)    | Harry Safari   | Capitán Codicia   | Killer    |
| John Stephenson |                  | Narrador (no acreditado).        |                |                   |           |

Capitán Avaricia: Es interpretado por Sergio de Bustamante en la versión en español.[cita requerida]

## Episodios
- Los episodios de la serie Ruff y Reddy contaban historias que no acababan sino que continuaban en el siguiente capítulo, por lo se creaba un suspense y había que seguir el hilo argumental para no perderse la historia.
- En cada Show se emitían tres episodios de una misma historia, de unos siete minutos de duración por emisión, entre los que se intercalaban los espacios anteriormente descritos.
- Era usual no rematar el final de una historia al finalizar ninguno de los Shows. La planificación de los guionistas de Hanna-Barbera en ese aspecto fue impecable. Las historias siempre acababan al inicio de un show iniciando una nueva historia en el mismo programa y así enlazar una nueva y forzar a seguir la misma al telespectador, pendiente de los apuros y avatares de los protagonistas de las aventuras, al más puro estilo de otras series como " Los Peligros de Pauline ", o "El Capitán América".[6]

1ª temporada 
1. Piratas planetarios (Planet Pirates) 14 de diciembre de 1957: Reddy lee un artículo en el que se habla de la aparición de platillos volantes, cuando se lo comenta a Ruff, este no se lo toma demasiado en serio. Sin embargo cuando están durmiendo un rayo los transportará a bordo de uno de los platillos.
2. Terrorífico vuelo nocturno (Night Flight Fright) 14 de diciembre de 1957: Ruff y Reddy despiertan a bordo de una nave espacial, y su única idea es desembarazarse de sus captores.
3. La pistola Whama Bamma Gamma (Whama Bamma Gamma Gun) 14 de diciembre de 1957: Reddy ha conseguido una de las armas de los robots que los han capturado. Ruff y Reddy  han conseguido escapar, los Robots les persiguen, pero Ruff y Reddy ahora no saben que hacer.
4. La mente maestra de Muni-Mula (The Mastermind of Muni-Mula) 21 de diciembre de 1957: En el planeta metálico de Muni-Mula, Ruff y Reddy se enfrentarán a su Gobernante, el Gran Pensador, quien los había capturado para crear clones metálicos de ellos.
5. El Monstruo loco de Muni-Mula (The Mad Monster of Muni-Mula) 21 de diciembre de 1957: La duplicación de los clones comienza, Reddy intenta escapar pero es alcanzado por el rayo implantador de cerebros.
6. Causando pocos locos (Hocus Pocus Focus) 21 de diciembre de 1957: Ruff intenta ayudar a Reddy pero un robot espía alerta al Gran Pensador que ordena que el terrícola sea capturado y entregado a él.
7. Muni-Mula Mezcolanza (Muni Mula Mix-Up) 28 de diciembre de 1957: Reddy ha caído bajo el influjo de las ondas cerebrales del Gran Pensador y atrapa a Ruff.
8. La criatura de Horrendo aspecto (Creepy Creature Feature) 28 de diciembre de 1957: Capturados Ruff y Reddy , se encuentran con el Profesor Gizmo quien les explica como se perdió con su cohete casero y fue hecho prisionero en el reino de Muni- Mula.
9. La Horrenda Criatura (The Creepy Creature) 28 de diciembre de 1957: Reddy destruye los rutinas internas de reposo del Gran Pensador, por ello son perseguidos por un enorme robot Centurión.
10. Sorpresa en los Cielos (Surprise in the Skies) 4 de enero de 1958: Reddy ha repostado el cohete del profesor Gizmo. Ruff y Gizmo despegan de Muli-Mula, pero les persiguen los escuadrones de robots voladores de Muni-Mula.
11. Multitudes en las nubes (Crowds in the Clouds)' 4 de enero de 1958: Gizmo consigue confundir a la escuadrones de robots voladores de Muni-Mula ocultando al Gizmo-2 en un oscuro nubarrón. Mientras tanto Reddy coge uno de los impulsores de los robots voladores, e intenta alcanzar el cohete, pero es confundido por Gizmo con un enemigo.
12. El Rescate en cohete de Reddy (Reddy Rocket Rescue)' 4 de enero de 1958: Gizmo  rescata a Reddy  de una caída libre pero ahora el cohete se encuentra en riesgo de colisión con un meteorito.
13. Cohete peligroso (Rocket Ranger Danger) 11 de enero de 1958: El Meteorito golpea al Gizmo-2 lanzándolo en trayectoria de colisión contra la tierra. En la tierra alertan de una invasión. Por fortuna todo sale bien.
14. Pinky, el elefante enano (Pinky the Pint Sized Pachyderm)11 de enero de 1958: Un pequeño elefante se ha escapado del circo y les pide a Ruff y a Reddy que le echen una mano para volver África y encontrar a su mamá.
15. El último viaje de un Barco Fantasma (Last Trip of a Ghost Ship) 11 de enero de 1958: Ruff , Reddy y Pinky  se embarcan en un Viejo y maltratado barco, que es gobernado por la Reina Vudú y su Loro.
16. Pirata Iracundo (The Irate Pirate) 18 de enero de 1958: El Pirata Tibias Cruzadas, obliga a nuestros amigos y a la Reina Vudú a formar parte de su tripulación. Cuando atracan, Reddy se amotina con la tripulación del bergantín.
17. La Dinamita terrorífica (Dynamite Fright) 18 de enero de 1958: Una explosión deja a la Reina del Vudú fuera de combate dejando a nuestros amigos a la deriva en un bote. Un pez espada pincha el bote de goma.
18. Abandonados en el arrecife del tifón (Marooned in Typhoon Lagoon) 18 de enero de 1958: Ruff, Reddy y Pinky llegan a una playa rodeada de jungla.
19. Harry Horror Safari (Scarey Harry Safari) 25 de enero de 1958: El notorio villano y Gran cazador Harry Horror Safari, captura a nuestros protagonistas y los usa como cebo para capturar a un león.
20. Jungle Jitters (Los agitadores de la Jungla) 25 de enero de 1958: Ruff  decide rescatar al león que ha capturado Harry del pozo en el que lo ha encerrado. Mientras Harry está cazando elefantes. Harry desafía a Reddy que dispare a una piedra, cuando precisamente Pinky se oculta camuflado como una piedra.
21. Torpe en la jungla (Bungle in the Jungle) 25 de enero de 1958: Pinky contiene su aliento. Por suerte una vez liberado el león, Ruff, Pinky y Reddy emprenden la huida.
22. Miles de cocodrilos (Miles of Crocodiles) 2 de febrero de 1958: En su huida, Ruff y Pinky acaban en el río a lomos de un cocodrilo, que está infestado de cocodrilos.
23. Moverse en el fondo (A Creep in the Deep) 2 de febrero de 1958: Por fortuna para ellos Reddy los rescata de los cocodrilos.
24. El Plan atrevido (Hot Shot's Plot) 2 de febrero de 1958: Pinky se entrega a Harry Horror a cambio de la vida de Reddy
25. Florecer en las ruinas (The Gloom of Doom) 8 de febrero de 1958: Harry usa a Pinky como cebo para cazar a la madre del elefantito.
26. La trampa atrapó al cazador (The Trapped Trap the Trapper) 8 de febrero de 1958: Cuando Harry Safari se prepara para el disparo contra la madre de Pinky descubre con sorpresa que su rifle está descargado.
27. Ho Ho Ho al Oeste (Westward Ho Ho Ho) 8 de febrero de 1958: Reddy ha ganado una caravana y con su compañero Ruff se marcha al Gran Cañón de vacaciones. A causa de una avería acaban en la ciudad fantasma de Barranco Siniestro.
28. Terrorífico a la luz de la luna (Slight Fright on a Moonlight Night) 15 de febrero de 1958: Ruff y Reddy están asombrados con los fantasmas de Barranco Siniestro. Al final resulta que son falsas apariciones manipuladas por dos ganaderos.
29. Duerme mientras el rastrero roba ovejas (Asleep While the Creep Steals Sheep) 15 de febrero de 1958: Ruff y Reddy se encuentran con Wooly (Llany) un perro ovejero. las ovejas de su manada son robadas misteriosamente. Reddy es forzado a disfrazarse de oveja para descubrir al ladrón.
30. Golpeado por un Helicóptero (Copped by a Copter) 15 de febrero de 1958: Un helicóptero atrapa a Reddy pensado que es una oveja y se lo lleva a Barranco Siniestro.
31. Los terribles Gemelos Téjanos (The Two Terrible Twins from Texas) 22 de febrero de 1958: Los ladrones son los forajidos Killer y Diller que cuando tratan de despojar la lana de la oveja robada descubren a Reddy.
32. Killer y Diller en un helado drama (Killer and Diller in a Chiller of a Thriller) 22 de febrero de 1958: Reddy contiene el aliento, Killer y Diller lo atan, lo meten en un vagón de la mina y lo envían por una vía sin fin.
33. Un Amigo hasta el fin (A Friend to the End) 22 de febrero de 1958: Ruff y Wooly rescatan a Reddy , y marchan hacia el Barranco siniestro para recuperar las ovejas del pastor.
34. Tacones sobre ruedas (Heels on Wheels) 1 de marzo de 1958: Killer y Diller meten a los corderos en un camión. Ruff, Reddy y Wooly los persiguen en el helicóptero.
35. El Pájaro Mareado Captura los Gusanos (The Whirly Bird Catches the Worms) 1 de marzo de 1958: Reddy se lanza sobre el techo del camión. Reddy recibe una paliza al pasar por un túnel estrecho.
36. El Jefe de Doble Cruz (The Boss of Double-Cross)1 de marzo de 1958: El camión llega al rancho secreto de Killer y Diller, La Doble Cruz. Aunque las ovejas piden ayuda, el helicóptero se queda sin gasolina.
37. El barco oveja (Ship-Shape Sheep) 8 de marzo de 1958: Afortunadamente Ruff y Wooly encuentran unos paracaídas y pueden saltar del helicóptero, pero una vez han descendido son capturados y encerrados por los forajidos.
38. Arrancado sonoro (Rootin Tootin Shootin) 8 de marzo de 1958: De acuerdo con las leyes del Oeste, Wooly propone a Killer y Diller que puedan defender sus vidas en un duelo. Reddy se enfrentará a los forajidos.
39. Dura Carga para una cabeza Dura (Hot Lead for a Hot-Head) 8 de marzo de 1958: Aunque todo parezca perdido, Reddy tiene un as oculto en su manga. Un segundo revólver está oculto bajo su sombrero de cowboy.
40. El tesoro de la alguna del Doblón (The treasure of Doubloon Lagoon) 15 de marzo de 1958: Después de visitar un Acuario un pequeño león marino[7] sigue a Ruff y a Reddy hasta su casa. El acuario anuncia una recompensa por su devolución.
41. Tropezando abajo (Blunder Down Under) 15 de marzo de 1958: Ruff y Reddy entonces comienzan a perseguir al león marino que les lleva hasta el muelle y se lanza al mar, lo cual resulta un problema para nuestros protagonistas.
42. El misterio del Monstruo Metálico (The Metal Monster Mystery) 15 de marzo de 1958: De pronto aparece un elevador que traslada a Ruff y Reddy de tierra a una campana de Buceo. Dentro aparece el Profesor Gizmo que usa su invento para buscar oro en el mar. Mientras tanto un periscopio espía a nuestros protagonistas.
43. Las últimas piezas de a ocho[8] (The Late, Late Pieces of Eight ) 22 de marzo de 1958: Un misterioso submarino que busca un tesoro pirata observa de cerca los pasos de la embarcación del profesor Gizmo
44. El matón de la laguna del Doblón (The Goon of Doubloon Lagoon) 22 de marzo de 1958: Con un imán gigantesco la campana de buceo del profesor Gizmo es capturada por el submarino S.S. LeadBottom. y son trasladados a una misteriosa gruta.
45. Two Dubs in a Sub (Dos tontos en un submarino) 22 de marzo de 1958: El Capitán Codicia Agua salada chiflada los liberan para que rescaten al león marino.
46. El gran reto con el pequeño León marino (Big Deal with a Small Seal) 29 de marzo de 1958: El león marino ayuda a Reddy y a Gizmo a escapar y dirige a Codicia y a Agua Salada Chiflada en una alocada persecución.
47. Un verdadero submarino escondido (A Real Keep Submarine)29 de marzo de 1958: Aunque Reedy, Ruff y Gizmo intentan escapar con la ayuda del león marino son capturados por las fuerzas del Capitán Codicia. Codicia, fuerza a Ruff y a Gizmo a excavar para encontrar el tesoro mientras que Agua Salada Chiflada encierra a Reddy  y al león marino en la Bahía.
48. Sin esperanza para un Periscopio Dopado (No Hope for a Dope of a Periscope) 29 de marzo de 1958: Reddy prepara una huida a través del periscopio del submarino, pero el submarino comienza a sumergirse y Reddy  no puede nadar.
49. Rescate en el Mar (Azul) Profundo (Rescue in the Deep Blue) 5 de abril de 1958: El León Marino rescata a Reddy y tratan con Agua Salada chiflada. Mientras Gizmo es forzado a bajar a Ruff en la campana de buceo para descubrir el tesoro de un galeón hundido.
50. Una enorme cola de un cuento de ballenas (A Whale of a Tail of a Tale of a Whale) 5 de abril de 1958: Reddy y el león marino por fin escapan, pero son perseguidos por un tiburón. Una ballena amistosa espanta al tiburón y lleva a Reddy y a león marino a ayudar a Ruffy y a Gizmo.
51. Huésped Bienvenido en la Maldición del tesoro (Welcome Guest in a Treasure Chest) 5 de abril de 1958: Mientras Codicia espera a Ruffy el León marino asiste a Ruff en la campana de buceo.
52. (Pot Shot Puts Hot Shot On the Hot Spot) 5 de abril de 1958: El Capitán Codicia ha conseguido todo el oro, excepto el doblón que Reddy se ha guardado como recuerdo. Sin embargo su propia avaricia, hace que el peso excesivo del oro que Greedy, ha cargado en su barco hace que este se hunda y todos los esfuerzos hayan sido inútiles.

2ª Temporada
1. Los Forzadores de Huevos (Egg Yeggs) 13 de diciembre de 1958: El Profesor Gizmo llama a Ruff y Reddy después de recibir una nota que avisa que van a tratar de robar el huevo del gigantesco Pollosaurio prehistórico del museo.
2. La Momia simulada (The Dummy Mummy) 13 de diciembre de 1958: Dos momias del museo, roban el huevo y envuelven a Ruff y a Reddy entre vendas . En realidad se trataba de Killer y de Diller disfrazados.
3. La persecución del Pollosaurio Cobardica (The Chicken Hearted Chickasaurus Chase) 13 de diciembre de 1958: Gizmo, Ruff y Reddy persiguen a Killer y Diller, pero el huevo del Pollosaurio cae fuera del camión de los ladrones.
4. La eclosión del Pollosaurio (Chickasaurus Crack-up) 20 de diciembre de 1958: El huevo cae, y sufre algún desconchón, de pronto el Pollosaurio comienza a eclosionar.
5. El sagaz truco de Pollito Pollosaurio (Slick Chickasaurus Chick Trick)20 de diciembre de 1958: Cuando el Pollitosaurio ha eclosionado, Killer y Diller intentan volverlo a robar.
6. El Cobardica Pollosaurio (The Chicken Hearted Chickasaurus)20 de diciembre de 1958: Killer y Diller lacean al Pollosaurio. Este, al verse atrapado se pone frenético y despega en el aire cogiendo a Ruff, Gizmo  y a Reddy  entre sus patas.
7. El Pollosaurio Chu-Chú (Chickasaurus Choo Choo) 27 de diciembre de 1958: El Pollosaurio vuela con Ruff, Reddy y Gizmo hasta un Volcán y llegan a una tierra en la que existe un tiempo prehistórico olvidado.
8. Retumbar en la Jungla (Rumble in the Jungle)27 de diciembre de 1958: El Pollosaurio lleva a nuestros protagonistas a su hogar.
9. El Tiranosaurio Cascarrabias (Sorehead Tirannosaurus) 27 de diciembre de 1958: Ruff y Reddy toman el camino hacia las fauces abiertas de un Tiranosaurio. Ellos intentaran escapar y dirigirse a una caverna.
10. Dos Ojos Espían a los Chicos (Two Eyes Spy On the Guys) 3 de enero de 1959: En la caverna hay un muchacho cavernícola Ubble –Ubble que había sido atrapado por Killer y Diller para que los condujera hasta el Pollosaurio.
11. Doble Problema para Ubble-Ubble (Double Trouble for Ubble-Ubble)3 de enero de 1959: Después de escapar del Tiranosaurio, Ubble-Ubble es recapturado por Killer y Diller que han llegado en helicóptero. Mientras tanto, Ruff, Reddy y Gizmo, son el menú del almuerzo de un Tigre dientes de sable.
12. Un Pollo necesitado es un Pollo efectivo (A Chick in Need is a Chick indeed) 3 de enero de 1959: Ubble-Ubble aterriza en el nido del Pollosaurio en el que esta incubando un par de huevos. Ubble Ubble y el Pollosaurio rescataran a Ruff Reddy y a Gizmo.
13. Veloz truco salva un Manchado Pollo (Quick Trick Saves a Slick Chick) 10 de enero de 1959: Killer y Diller intentan robar los huevos pero son aplastados por Reddy. Gizmo, Ruff, Reddy y Ubble- Ubble que se une a ellos regresan a casa. Ubble-Ubble causa sensación en la Liga Infantil de Béisbol.
14. Cuento de terror en el desfiladero (Scary Tale On A Canyon Trail ) 10 de enero de 1959: Habiendo oído rumores de la existencia de un pony extremadamente pequeño en el Gran cañón, Ruff y Reddy deciden investigar para ver si son ciertos o no. Harry Horror Safary que también los ha oído, también viaja, pero con diferentes objetivos.
15. Burro alquilado en una madriguera (Borrowed Burro In a Burrow) 10 de enero de 1959:  Harry Horror, envía a Ruff a buscar a su burro Poco Loco que sin control se ha metido dentro de una madriguera.
16. Pequeña sorpresa para los chicos (Pint Size Surprise For the Guys) 17 de enero de 1959: Ruff y Reddy siguen por la madriguera donde por fin se encuentran con  Poco Loco que ha hecho amistad con un Pony, que efectivamente es muy pequeño, pues no alcanza ni el tamaño de la mano de Reddy.
17. Reddy, yo y Pee-Wee, somos tres (Reddy and Me and Pee-Wee Makes Thee) 17 de enero de 1959: Harry Safari sigue las huellas de las pezuñas de Pee-Wee.
18. (Hoss Thief Grief) 17 de enero de 1959 : Harry Horror lacea a Pee-Wee, pero este no se resigna a ser cazado.
19. Burlado y atrapado por el Trampero Burlón (Tricked And Trapped By A Tricky Trapper) 24 de enero de 1959: Pee-Wee consigue escaparse, y ocultarse en el sombrero de Reddy. Poco Loco, le entrega al final el sombrero.
20. Harry Safary y el Pony impostor (Harry Safari and The Phoney Pony) 24 de enero de 1959: Como ha sido burlado, Harry Safari intentar apuntar a Ruff y reddy con su pistola para que Pee-Wee se entregue, pero Poco Loco, ya se la había robado antes. Pee-Wee vuelve a su casa y Harry se declara derrotado.
21. Las Frenéticas travesuras de Poco Loco(Frantic Antics Of Poco Loco ) 24 de enero de 1959: todo era una mentira, cuando todos estaban convencidos de que Harry se había rendido, este captura a Pee-Wee dentro de un saco. Entonces aparece la madre del pony que avisa a Poco Loco, a Ruff y Redddy.
22. Pony en saco (Nag in a Bag) 31 de enero de 1959: Harry huye por agua, en una lancha motora, perseguido estrechamente por Ruff y Reddy.
23. Torpe soborno envuelto (Bungled Bundle of Boodle) 31 de enero de 1959: Harry Safary planea mostrar a Pee-Wee como una atracción de feria y hacerse rico.
24. Saltos tontos traen golpes y chichones(Chumps Jumps Bring Bumps and Lumps) 31 de enero de 1959: Ruff y Reddy llegan al carnaval donde Harry tiene a Pee-Wee como atracción principal.
25. El fenomenal negocio del espectáculo (Show Biz Wiz) 7 de febrero de 1959: Cuando Ruff, Reddy y Poco Loco llegan al carnaval, Harry encierra a Pee-Wee dentro de una caja fuerte.
26. Estos tres liberan a Pee-Wee (These Three Set Pee-Wee Free ) 7 de febrero de 1959: Disfrazados de payaso Ruff y Reddy liberan a Pee-Wee, mientras que Poco Loco pone en órbita a Harry con una buena coz.
27. El Fantasma Fantástico (Fantastic Phantom) 7 de febrero de 1959: Ruff y Reddy, sienten algo en la casa y peinsan que están siendo visitados por un ladrón. Con prudencia, miran para encontrarse con un pequeño y estraño hombrecito.
28. (Long Gone Leprechaun) 14 de febrero de 1959: El visitante es un Leprechaun que le está sisando el reloj de oro a Reddy.
29. El Matón de Glocca Morra (The Goon of Glocca Morra) 14 de febrero de 1959: El Leprechaun les cuenta que en su reino su princesa ha sido retenida por el codicioso matón de Gloccca Morra y que como rescate les pide todo el oro que puedan conseguir.
30. Chapuza en el Castillo Banshee (Bungle In Banshee Castle) 14 de febrero de 1959: El Leprechaun lleva a Ruff y a Reddy a Irlanda. y los deja ante el castillo Banshee donde el Matón de Glocca Morra tiene encerrada a la Princesa.
31. Flotando en el foso sin bote (Afloat in a Moat with no Boat) 21 de febrero de 1959: La escalada de Reddy acaba en el foso sin dejarles otra alternativa para entrar en el castillo.
32. Demasiado pronto el Matón (Too Soon the Goon) 21 de febrero de 1959: Reddy opta por lanzar a Ruff dentro del castillo, donde se pierde de vista. El Leprechaun reduce de tamaño a Reddy , y ahora más pequeños, juntos buscan la forma de entrar.
33. Acosado por un gato (Smitten by a Kitten) 21 de febrero de 1959: Cruzado el foso, Reddy y el Leprechaun consiguen entrar en el castillo donde encuentran a Ruff perseguido por el gato del Matón.
34. Mister chiquito encuentra a mister alto en la sala (Mr. Small Meets Mr. tall in the hall; that's all) 28 de febrero de 1959: Reddy encuentra a Ruff en un celda, para liberarlo necesita la llave, y por ello ha de seguir al gato del Matón quien tiene la llave.
35. Yendo, Yendo, Matón (Going, Going, Goon) 28 de febrero de 1959: Reddy por fin se encuentra con el Matón de Glocca Morra y le hace una oferta por la llave de la celda.
36. Terrorifica huida a través de fantasmal lugar con cara de albatros (Scary Chase Through a Spooky Place With a Goony Face) 28 de febrero de 1959: Reddy libera a Ruff y comienza a huir del Matón de Glocca Morra.
37. Bing Bang Boom en una pequeña sala (Bing Bang Boom In A Real Small Room) 7 de marzo de 1959: En su huida Ruff va a refugiarse en una torre. Glocca Morra planea destruirla con un cañón en el que precisamente Reddy se ha escondido.
38. La infernal Sala del Oro (Gold Room Doom) 7 de marzo de 1959: Ruff y Reddy Buscan a la princesa en la sala del tesoro del matón.
39. Tres ven a la pequeña princesa libre (Three See The Wee Princess Free) 7 de marzo de 1959: Ruff golpea al Matón con una pieza de oro dejando al descubierto a la princesa cautiva dentro del sombrero del Matón. Reddy recupera su tamaño normal, mientras que el matón es reducido de tamaño y es tomado como un juguete por su gato.
40. Misil efervescente (Missile Fizzle) 14 de marzo de 1959: el Profesor Gizmo pide ayuda a Ruff y Reddy para lanzar un nuevo cohete que quiere enviar a la Luna. Pero algo falla y Reddy sale lanzado en el cohete antes de lo previsto.
41. El misterio del Misil Perdido (Missing Missile Mystery) 14 de marzo de 1959: Tras desplegar los paracaídas de la tercera sección del cohete, este aterriza sobre la tierra pero se rompe, envolviendo la cápsula y cambiando su curso.
42. Nunca aterrizó en algún lugar alguno (Never Land In Never-Neverland) 14 de marzo de 1959: La cápsula acaba por llegar al polo donde es seguida por un submarino pilotado por el Capitán Codicia y Agua Salada Chiflada.
43. Miedo por Oso Polar (Polar Bear Scare)21 de marzo de 1959: Reddy se enfada cuando ve a un vikingo perseguido por un oso polar. Sin embargo resbalar en el hielo no es lo más favorable para entablar una lucha cara a cara.
44. Un gusto por el Brillante Vikingo (A Liking For A Striking Viking)21 de marzo de 1959: Ruff, Reddy, Gizmo y Olaf, el chico Vikingo se dirigen hacia la cápsula, pero Olaf aún quiere volver para enfrentarse al oso.
45. El Oso perseguido por pájaros (Bear Hunting Is For The Birds ) 21 de marzo de 1959: Olaf llama a su halcón para que le guarde el Oso. El Halcón ataca al oso que gira cola y huye.
46. Bip-Bip desde el fondo hondo(Beep-Beep From the Deep-Deep) 28 de marzo de 1959: Mientras El Profesor Gizmo, Ruff y Olaf, buscan comida, el capitán Codicia y Agua Salada emergen.
47. Dos Diablos en un submarino (Two Fiends In a Submarine) 28 de marzo de 1959: El capitán Codicia y Agua salada, retiene al Gizmo y a Ruff como rehenes. Olaf llama de nuevo a su halcón.
48. El Hombre Fuerte encuentra al Hombre Misil (Muscle man meets missile man) 28 de marzo de 1959: Codicia obliga a Ruff a que recupere la cápsula. Mientras Reddy está dormido.
49. Terrorífica lucha de toros (Bull Fight Fright ) 4 de abril de 1959:  Olaf  lanza una ofensiva contra Codicia y Agua salada, mientras su halcón se encarga de avisar a Reddy.
50. Reddy aporrea a los Ladrones (Reddy Clobbers Robbers) 4 de abril de 1959: Agua Salada es quien recibe la furia de Reddy recibiendo una soberana paliza, Codicia, se escabuye y le encarga a Gizmo de que vigile si va bien la paliza.
51. La escopeta alegre (Machine Gun Fun)4 de abril de 1959: Olaf ha cogido el arma de Codicia, pero se entabla una lucha que acaba con Codicia apuntando a Reddy.
52. Los Malos se encuentran con los Buenos (Bad Guys Meet The Good Guys) 4 de abril de 1959: Por fin Codicia se hace con la cápsula. Ahora Olaf es quien envía una horda de vikingos sobre el villano.

3ª Temporada
1. (Dizzy Deputies)
2. (Later Later Aligator)
3. (Gator Caper)
4. (Spellbound Fool In a Round Whirlpool)
5. (Fast Chase Thru a Spooky Place)
6. (Looks Like the End for a Cotton Pickin' Friend)
7. (No Laff on Half a Raft)
8. (Gator Thrills and Whooshmobiles)
9. (Trapped and Snapped sap)
10. (Spooky Meeting at Spooky Rock)
11. (Dig the Bigger Digger)
12. (The secret Bizz of Professor Gizz)
13. (Test Hop Flip Flop)
14. (Sticks and Stones and Aching Bones)
15. (Gun, Gun, Who´s Got the Gun?)
16. (Big Papoose on the Loose)
17. (Mine Mine All Mine Gold Mine)
18. (Gold Data in the Sub-strata)
19. (The Ghost with the Most)
20. (In the Soup with a Supernatural Scoop)
21. (Sneaky Knaves in the Caves)
22. (Tailspin Twins)
23. (Sky High Fly Guy)
24. (A tisket, a Tasket, who Lost their Basket?)
25. (Three's A Crowd in a Cloud)
26. (Fine Feathered Birds Of a Feather)
27. Pájaro en mano es un manejable pájaro (A Bird in Hand is a Handy Bird)
28. (No Laffy Daffy)
29. (Tiff in a Skiff)
30. (Sub a Dub-Dub)
31. (Squawky No Talky)
32. (Big Beak Tweaks a Big Sneak)
33. (Off on a Toot with the Loot to Boot)
34. (Thanks a Lot for x marks the spot)
35. (Tale of a Sail in a Whale)
36. (Misguided Missile)
37. (Triple Trouble Trip)
38. (Around the Moon in Eighty Ways)
39. (Button, Button, Who Pushed the Button?)
40. (No Traces of Aces in Spaces)
41. (Little Punies Meet Mooney Goonies)
42. (Little Guys are a Big Surprise)
43. (Big Bop for a Big Blop)
44. (Things Get Tuff for Ruff-sure 'nuff)
45. (Whap- Caught in a Trap by a Sap)
46. (Spin-Spin a Web to Catch a Blop in)
47. (Have Blop, Will travel)

## Otras apariciones
Ruff y Reddy  aparecieron en el programa infantil en "El Arca Loca de Yogi" (Yogi's Ark Lark) película emitida en la cadena de televisión ABC dentro del programa Saturday Superstar Movie, en 1972.

Algunos episodios de Ruff y Reddy fueron agregados en una recopilación de video titulada Hanna-Barbera Personal Favourites perteneciente a la colección Animal Follies. 
 Junto a ellos estuvieron otras series como Viva, Bravo y Hurra, Mosqueteros del Rey (Yippee, Yappee and Yahooey en inglés), Tortuga D' Artagnan, Canuto y Canito y El león Melquíades.
 Ruff y Reddy  aparecieron nuevamente en la serie "Jellystone!" junto con otros personajes de Hanna-Barbera.

## Ruff y Reddyen otros idiomas
- Inglés: The Ruff & Reddy Show
- Francocanadiense: Pouf & Riqui
- Portugués (brasileño): Jambo & Ruivão
- ruso: Рафов и Редијев шоу